# Peter Maria Stajkoski

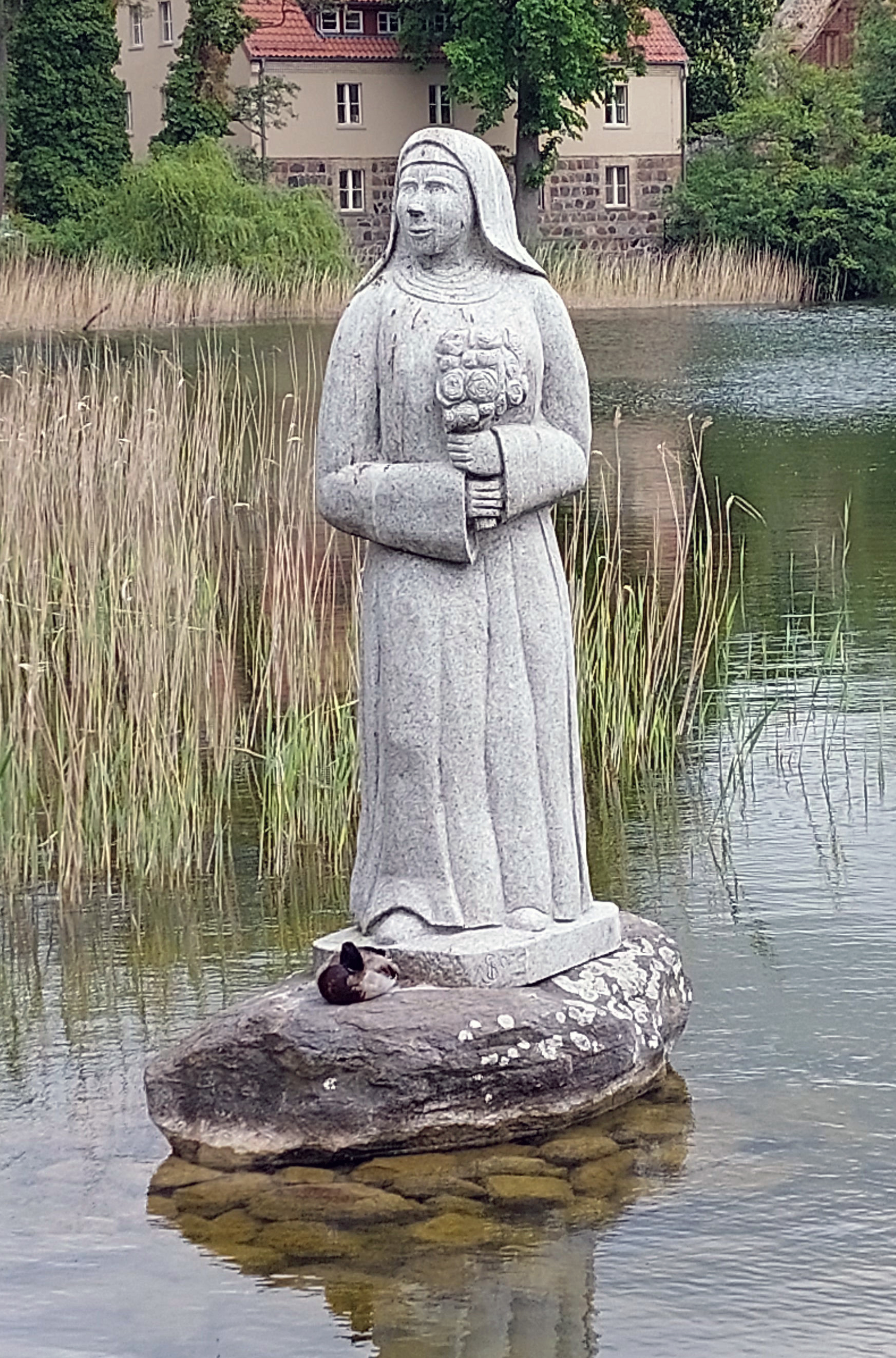
Amelie in Lindow (Mark)

Peter Maria Stajkoski (* 1944 in Meseritz) ist ein polnischer Künstler, der sich vor allem der Lichtbildnerei und der Bildhauerei widmet.

## Leben und Werk
Stajkoski begann seit dem Jahre 1972 mit künstlerischen Arbeiten. Sein Sujet ist immer wieder der Mensch. Vor allem Porträts von Menschen in ihrer persönlichen Umgebung und in ihrem Arbeitsumfeld beschäftigen ihn. In der Porträtdarstellung finden sich bei ihm alle Merkmale des ganzen menschlichen Körpers. Von ihm geschaffene Lichtbilder sind geprägt von Farben und die enthaltenen graphischen Kompositionen.
Seine bildhauerischen Werke bestehen aus Eisen, Stahl, Stein, Holz und Mischungen daraus. Eines seiner Themen ist der Frauenakt. Weiterhin schuf er vielfältige andere figürliche Darstellungen, die zeitweise in Ausstellungen, Galerien und Museen und auch dauerhaft im öffentlichen Raum ausgestellt sind.
Stajkoski ließ sich von der Ordnung des menschlichen Körpers des französischen Bildhauers Aristide Maillol und dem Streben in die Höhe eines Wilhelm Lehmbruck beeinflussen und von den abstrakten Figuren eines Oskar Schlemmer begeistern, aus denen er einen eigenen Stil für seine Stahl-Skulpturen entwickelte. In letzter Schaffensphase entwickelte Stajkoski eine Vorliebe für Skulpturen aus Granit und Sandstein.
Stajkoski veröffentlichte Fotografien in Bildbänden über New York und Ägypten. Er gründete und leitet die Galerie Blaues Haus in Lentzke.

## Werke (Auswahl)
- 2005: Tempelgartenputte, Putte aus Sandstein, Tempelgartenverein, Tempelgarten Neuruppin
- 2005: Portraitbüste „Bürgermeister Seelinger“, Stadt Lampertheim, 100-Jahr-Feier des Amtsgerichtes
- 2004: Wartende, Vånga Granit, 200 cm, Rotary Club Neuruppin, Seeufer am Ruppiner See
- 2003: Milchbankdenkmal, Granit, Stadt Kyritz, Ortszentrum Blankenberg
- 2002: Graf von Katzenelnbogen, Sandstein, 200 cm, Geschichtsverein Zwingenberg, Museum Zwingenberg
- 1998: Lennébrunnen, Bonn[1]
- 1995: Junge Familie, Überlebensgröße, Corten- und V2A-Stahlblech, Niederschlesische Sparkasse Weißwasser[1]
- 1994: Der Denker, Niederschlesische Sparkasse in Görlitz[1]
- 1993: Glasbläser und Mann am Glasschmelzofen, Niederschlesische Sparkasse Weißwasser[1]

## Ausstellungen
Es handelt sich hierbei um Einzelausstellungen, soweit nicht anders angegeben
- jährliches Bildhauersymposium in der Blauen Galerie in Lentzke

- 2004: Miejska Galeria Sztuki (Städt. Galerie der Bildhauer), Zakopane, Polen
- 2002: Museum der Stadt Kłodzko, Polen
- 2001: „Strach na Wróble“, Flughafen Danzig, Polen
- 2001: Galeria Refektarz, Kartuzy, Polen
- 2000: Schloss Zieten, Wustrau
- 2000–2001: Rheinterrasse Skulpturenpark im Hotel Königshof in Bonn
- 1996–1999: Ruppiner Salon, Neuruppin
- 1996–2005: wiederholte Ausstellungen im Museum der Stadt Zwingenberg
- 1997: Galerie des Bildhauerverbandes am Langen Markt in Gdańsk, Polen
- 1996: Museum Heppenheim, Kurmainzer Amtshof (Doppelausstellung)
- 1996: Temnitzkirche Netzeband, (Einzelausstellung, Fotografien und Skulpturen)
- 1995: Badische Sparkassenschule, Rastatt
- 1994: Galerie Eckart und Gall, Darmstadt
- 1992: Galerie Haus am Markt, Bensheim
- 1992: Aubeje Dziel Sztuki, Chmielno, Polen
- 1992: Nordmark Exposé, Gdynia
- 1990: Galerie Goldene Nudel, Ober-Ramstadt
- 1987: Studio – Galerie Reiche, Erbach
- 1987: Akademie der Künste, Danzig
- 1986: Mobile – Theater, Zwingenberg
- 1985: Gästehaus des DSGV Bonn
- 1985: 1990, Galerie Sulmin, Sulmin, Polen
- 1984: Werkstatt – Galerie, Wetzlar
- 1984: Schlossparkhotel, Bonn
- 1983: Einzelausstellung in der Zentralgalerie des Verbandes der photographischen Künste, Gdańsk
- 1983: Galerie Getwinc, Zwingenberg

## Preise
- 1989: Goldmedaille auf der „Venus 89“, dem mit 400 Teilnehmern aus 25 Ländern international besetzten Wettbewerb XX International Salon of Photographic Art Nude Figure Studies and Portrait in Kraków in Polen
- 1991: Bronzemedaille auf der „Venus 91“
- 2002: Wojciechmedaille der Stadt Gdańsk für sein Engagement